# Alsóidecs
Alsóidecs (románul Ideciu de Jos, németül Nieder-Eidisch) falu Romániában Maros megyében, Alsóidecs község központja.

## Fekvése
Szászrégentől 5 km-re északkeletre a Maros bal partján fekszik.

## Története
1319-ben Olideech néven említik először. Határában állt egykor Idecs vára, melyet a Tomaj nembeli Dénes nádor utódai, a Losoncziak ősei építettek a régeni uradalomban. Az 1321 előtti harcok során leégett és többé nem épült fel.
1910-ben 1019, többségben német lakosa volt, jelentős magyar
kisebbséggel. A trianoni békeszerződésig Maros-Torda vármegye Régeni felső járásához tartozott 1992-ben 979 lakosából 709 román, 179 magyar, 57 cigány, 31 német volt.

## Látnivalók
- A falu sósfürdőjéröl nevezetes, melynek gyógyhatása már a római korban is ismert volt. Fürdőtelepe sósvízű stranddal, kádfürdővel rendelkezik.